# 8371 Ґовен
8371 Ґовен (8371 Goven) — астероїд головного поясу, відкритий 2 жовтня 1991 року.
Тіссеранів параметр щодо Юпітера — 3,355.